# Francesco Squillace
Francesco Squillace (Catanzaro, 14 agosto 1970) è un ex arbitro di calcio italiano.

## Carriera
Appartenente alla sezione AIA di Catanzaro, la sua carriera si è sviluppata prevalentemente in Serie B.
Raggiunge la massima categoria arbitrale, dopo una lunga gavetta: infatti la sua promozione avviene solo nel 2004, per decisione dell'allora designatore Maurizio Mattei, dopo cinque anni di militanza in CAN C, con 69 presenze accumulate in Serie C1 (compresa la finale di andata dei play-off del 2004 tra Cesena e Lumezzane, e a cui si deve aggiungere la finale play-off di serie C2 del 2004 tra Gualdo e Sangiovannese.)
Ha fatto il suo esordio in Serie A il 23 ottobre 2005, dirigendo l'incontro Treviso-Empoli.
La sua carriera da arbitro effettivo termina nel luglio del 2008 quando viene dismesso per normale avvicendamento. Un anno dopo, l'8 luglio 2009, è stato nominato vice commissario alla CAI.
Dal 7 luglio 2011 è vicecommissario CAN D.
Dalla stagione 2015-2016 entra a far parte del Settore Tecnico dell'A.I.A.
Dalla stagione 2021-2022, con le riforme poste in essere dall’AIA con la presidenza di Alfredo Trentalange, viene inquadrato nell'organico degli osservatori arbitrali a disposizione della CON Pro che si occupa di designare gli osservatori arbitrali per le gare di Serie A, Serie B e Lega Pro. Viene confermato anche per la stagione successiva e per la stagione 2023/2024.